# ヴァイパー (バンド)
ヴァイパー（Viper）は、ブラジルのヘヴィメタル・バンド。後にアングラ等で活動するアンドレ・マトスが、かつて在籍していた。

## 来歴
1985年にサンパウロで結成。デモ・テープ『The Killera Sword』が評判となり、1987年にはデビュー・アルバム『ソルジャーズ・オブ・サンライズ』発表。
その後、ドラマーがカシオ・アウディからグィルヘルム・マーティンに交替し、セカンド・アルバム『シアター・オブ・フェイト』（1989年）発表。同作収録曲「Moonlight」は、ボーカルのアンドレ・マトスが初めて単独で作詞・作曲した楽曲で、ベートーヴェンの「月光」をモチーフとしている。1991年7月には、『シアター・オブ・フェイト』は日本でもビクター音楽産業から発売されるが、アンドレ・マトスは既に脱退しており、バンドは新しいボーカリストを加えず、ピット・パシャレルがリード・ボーカルも兼任する形で活動を継続。ドラマーの交替（レナート・グラッシアの加入）を経て、1992年には、4人編成時としては初のアルバム『Evolution』を発表。1993年4月には初の日本公演を行い、その模様はライヴ・アルバム『マニアックス・イン・ジャパン』として発表された。
1995年のアルバム『Coma Rage』では、パンク・ロックの要素を取り入れた音楽性に路線変更し、続く『Tem Pra Todo Mundo』（1996年）ではポルトガル語の歌詞も取り入れるが、同作を最後にバンドとしての活動を停止。
2001年になると活動再開するが、ほどなくイヴ・パシャレルが脱退し、後任としてヴァル・サントスが加入。2004年にはリード・ボーカリストとしてリカルド・ボッシが加入して、バンドは再び5人編成となり、2007年には11年ぶりのスタジオ・アルバム『All My Life』発表。同作には、オリジナル・メンバーのアンドレ・マトスとイヴ・パシャレルもゲスト参加。その後ヴァル・サントスが脱退し、ツアーにはマルセル・メロが参加した。
2012年、アルバム・デビュー25周年を記念し、アンドレが復帰。同時にリカルド、レナート、マルセルの3人が脱退し、ドラマーにはグィルヘルムが復帰、ギタリストには元シャーマン、アンドレ・マトスのヒューゴ・マリウッティが加入。イヴ・パシャレルも正式復帰ではないが、ゲストとしてツアーなどに参加した。
2023年、レアンドロ・カソイロ（ボーカル）、キコ・シュレッド（ギター）といった新メンバーを迎えた編成で、約15年ぶりのスタジオ・アルバム『Timeless』を発表。しかし、オリジナル・ベーシストのピット・パシャレルは、2024年8月31日にヴァイパーのサンパウロ公演中に体調を崩して応急処置を受け、当日のライヴは乗り切ったが、9月26日に膵癌を患っていることが公表され、翌27日に56歳で死去した。バンドは同年10月、アンドレ・マトスの弟ダニエル・マトスを後任ベーシストに迎えた。

## メンバー
在籍期間も示す。

### オリジナル・メンバー
- アンドレ・マトス - ボーカル

1985年 - 1990年、2012年
2019年6月8日死去。
- イヴ・パシャレル - ギター

1985年 - 2001年
- フェリペ・マチャド - ギター

1985年 -
- ピット・パシャレル - ベース、ボーカル

1985年 - 2024年
2024年9月27日死去。
- カシオ・アウディ - ドラムス

1985年 - 1989年

### その他
- グィルヘルム・マーティン - ドラムス

1989年 - 1991年、2001年 - 2005年、2012年 -
- レナート・グラッシア - ドラムス

1991年 - 1997年、2005年 - 2012年
- ヴァル・サントス - ギター

2001年 - 2007年
- リカルド・ボッシ - ボーカル

2004年 - 2012年
- マルセル・メロ - ギター

2007年 - 2012年
- ヒューゴ・マリウッティ - ギター

2012年 - 2020年
- レアンドロ・カソイロ - ボーカル

2017年 -
- キコ・シュレッド - ギター

2021年 -
- ダニエル・マトス - ベース

2024年 -

## ディスコグラフィ

### スタジオ・アルバム
- ソルジャーズ・オブ・サンライズ - Soldiers of Sunrise（1987年）
- シアター・オブ・フェイト - Theatre of Fate（1989年）
- エヴォルーション - Evolution（1992年）
- Coma Rage（1995年）
- Tem Pra Todo Mundo（1996年）
- オール・マイ・ライフ - All My Life（2007年）
- Timeless（2013年）

### ライヴ・アルバム
- マニアックス・イン・ジャパン - Maniacs in Japan（1993年）